# Madelia
Madelia és una població dels Estats Units a l'estat de Minnesota. Segons el cens del 2000 tenia 2.340 habitants.

## Demografia
Segons el cens del 2000, Madelia tenia 2.340 habitants, 911 habitatges, i 571 famílies. La densitat de població era de 722,8 habitants per km².
Dels 911 habitatges en un 33,4% hi vivien nens de menys de 18 anys, en un 48,6% hi vivien parelles casades, en un 9% dones solteres, i en un 37,3% no eren unitats familiars. En el 34% dels habitatges hi vivien persones soles el 18,8% de les quals corresponia a persones de 65 anys o més que vivien soles. El nombre mitjà de persones vivint en cada habitatge era de 2,47 i el nombre mitjà de persones que vivien en cada família era de 3,16.
Per edats la població es repartia de la següent manera: un 27,2% tenia menys de 18 anys, un 8,3% entre 18 i 24, un 25,3% entre 25 i 44, un 18,5% de 45 a 60 i un 20,6% 65 anys o més.
L'edat mediana era de 38 anys. Per cada 100 dones de 18 o més anys hi havia 88,4 homes.
La renda mediana per habitatge era de 34.219 $ i la renda mediana per família de 41.167 $. Els homes tenien una renda mediana de 29.417 $ mentre que les dones 19.806 $. La renda per capita de la població era de 16.266 $. Entorn del 8,5% de les famílies i el 9,7% de la població estaven per davall del llindar de pobresa.

## Poblacions més properes
El següent diagrama mostra les poblacions més properes.